# Trausse
Trausse é uma comuna francesa na região administrativa de Occitânia, no departamento de Aude. Estende-se por uma área de 10,70 km². Em 2010 a comuna tinha 598 habitantes (densidade: 55,9 hab./km²).